# Baseodiscus princeps
Базеодискус превосходный (лат. Baseodiscus princeps) — вид невооружённых немертин из семейства Valenciniidae. Тело жёлтое, густо покрытое небольшими тёмно-красными пятнами неправильной формы. Тело может достигать внушительных размеров, иногда 2 м и более.
Обитает в литоральной и сублиторальной зонах морей под камнями и илистом грунте. Встречается на западном побережье Северной Америки от Аляски до залива Пьюджет и в Японском море.